# Rakereds församling
Rakereds församling var en församling i Linköpings stift inom Svenska kyrkan. Församlingen uppgick 1786 i Vikingstads församling.

## Administrativ historik
Församlingen har medeltida ursprung.
Församlingen var till 1786 annexförsamling i pastoratet Vikingstad och Rakered, för att 1786 uppgå i Vikingstad som sedan till 1900 benämndes Vikingstad med Rakereds församling.

## Komministrar
| Ämbetstid | Namn                   | Levnadstid | Kommentarer                              |
| --------- | ---------------------- | ---------- | ---------------------------------------- |
| 1626-1627 | Canutus Kylander       |            |                                          |
| 1627-1637 | Petrus Georgii         | -1637      |                                          |
| 1637      | Magnus Caroli Kylander |            |                                          |
| 1637      | Olaus Andori Gothus    |            |                                          |
| 1657-1672 | Daniel Kihlman         |            |                                          |
| 1672-1696 | Petrus Olai Lothigius  | -1696      |                                          |
| 1697-1708 | Paulus Trulson Bohm    | -1708      |                                          |
| 1709-1725 | Jonas Hortulin         | 1672-1725  |                                          |
| 1726-1735 | Sveno Follenius        | 1695-1735  |                                          |
| 1735-1763 | Johan Engwall          | 1691-1763  |                                          |
| 1763-1771 | Jakob Boræus           | 1721–1783  | Senare kyrkoherde i Vadstena församling. |
| 1771-1786 | Johan Arelius          | 1725-1793  |                                          |

## Klockare
| Ämbetstid | Namn          | Levnadstid | Kommentarer |
| --------- | ------------- | ---------- | ----------- |
| 1739-1783 | Peter Jonsson | 1712-1783  | Klockare    |

## Kyrkor
- Rakereds kyrka